# Komuna e Bytyçit
Komuna e Bytyçit är en kommun i Albanien.   Den ligger i prefekturen Qarku i Kukësit, i den norra delen av landet, 110 km norr om huvudstaden Tirana.
Trakten runt Komuna e Bytyçit består till största delen av jordbruksmark.  Runt Komuna e Bytyçit är det ganska glesbefolkat, med 42 invånare per kvadratkilometer.